# 桜はんぺん
桜 はんぺん（さくら はんぺん、4月6日 - ）は日本のイラストレーター。男性向けアダルトゲームの原画やライトノベルのイラストなどを担当する。血液型はA型。MF文庫J編集部ブログでは「身長192cmのおじさん」と紹介され、pixivのプロフィールは男性となっているが、Stickam JAPAN!やTINAMIで公開されているプロフィールでは性別は女性で登録されている。

## 主な作品

### アダルトゲーム
- さくらビットマップ（HOOKSOFT、2010年9月24日発売）
- SuGirly Wish（HOOKSOFT、2011年9月30日発売）
- LOVELY QUEST（HOOKSOFT、2012年9月28日発売）
- 晴のちきっと菜の花びより（Parasol、2014年8月29日発売）
- QUINTUPLE☆SPLASH（Parasol、2015年12月25日発売）

### コンシューマゲーム
- シュガーリィ ウィッシュ -Limited-（GN Software、2012年12月13日発売）

### 小説挿絵
- コンチェルトノート（原作：あっぷりけ、著：西村悠一 / ハーヴェストノベルズ） 2009年3月
- 精霊使いの剣舞（志瑞祐 / MF文庫J、1〜13巻）2010年12月 - 2014年4月

※14巻以降はキャラクター原案として、挿絵は別の人が担当

### その他
- けいおん!（芳文社）
  - けいおん! アンソロジーコミック vol.1（2009年11月）
  - けいおん! アンソロジーコミック vol.2（2010年4月）
- テレビアニメ『星空へ架かる橋』第3話エンドカードイラスト